# Харківська малювальна школа
Харківська малювальна школа — спочатку приватна мистецька школа Марії Раєвської-Іванової, заснована 1869 у Харкові.
Завданням школи була підготовка учнів до вступу в Академію мистецтв та інші мистецькі заклади, а також набуття таких спеціальностей: літограф, декоратор, іконописець та інших. Серед учителів у школі був талановитий художник, вихованець Карла Брюлова — Дмитро Безперчий.
У 1896 перетворена на Міську школу малювання; 1912 реорганізована на середню художню школу з правом по її закінченні вдосконалюватися в Академії мистецтв. В школі викладали та її підтримували П. Левченко, С. Васильківський, І. Рєпін, М. Федоров та інші. 1921 на базі Художньої школи створено вищий мистецький заклад — Харківський художній технікум образотворчого мистецтва, перейменований 1927—1928 на Харківський художній інститут з художньою професійною школою при ньому. Нині правонаступником школи є Харківська державна академія дизайну та мистецтв, який розміщується у власній великій будівлі на вулиці Мистецтв, яку звели й 1912—1913 роках.